# Valfarā
Valfarā (persiska: ولفرا) är en ort i Iran.   Den ligger i provinsen Golestan, i den norra delen av landet, 260 km nordost om huvudstaden Teheran. Valfarā ligger 18 meter över havet och antalet invånare är 328.
Terrängen runt Valfarā är varierad. Runt Valfarā är det ganska tätbefolkat, med 155 invånare per kvadratkilometer. Närmaste större samhälle är Bandar-e Gaz, 4,6 km nordväst om Valfarā. I omgivningarna runt Valfarā växer i huvudsak blandskog.